# Нижнее Панкратово
Нижнее Панкратово — деревня в Великоустюгском районе Вологодской области.
Входит в состав Шемогодского сельского поселения, с точки зрения административно-территориального деления — в Шемогодский сельсовет.
Расстояние по автодороге до районного центра Великого Устюга — 18 км, до центра муниципального образования Аристово — 1 км. Ближайшие населённые пункты — Кузнецово, Верхнее Панкратово, Аристово.
По переписи 2002 года население — 8 человек.